# Brookesia dentata
Brookesia dentata Mocquard, 1900 è un piccolo sauro della famiglia Chamaeleonidae, endemico del Madagascar.

## Biologia
È una specie ovipara.

## Distribuzione e habitat
La specie è un endemismo ristretto alla regione di Ankarafantsika, nel Madagascar nord-occidentale.

## Conservazione
La IUCN Red List classifica B. dentata come specie in pericolo (Endangered).
La specie è inserita nella Appendice II della Convention on International Trade of Endangered Species (CITES).